# Museum Steinacher Spielzeugschachtel

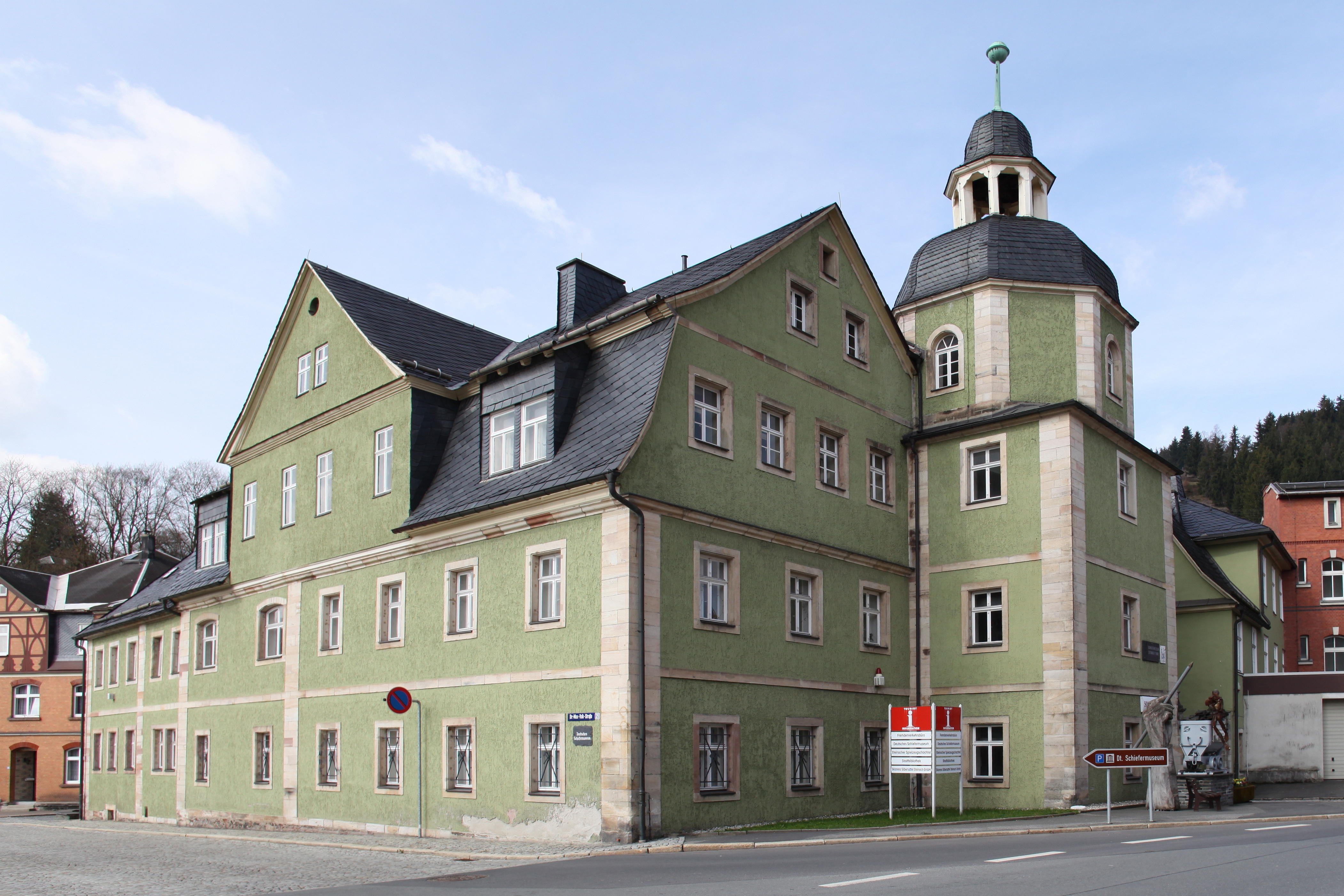
Museum Steinacher Spielzeugschachtel im Neuen Schloss

Das Museum Steinacher Spielzeugschachtel ist ein Museum in Steinach (Thüringen), das die Geschichte der Südthüringer Holzspielwarenindustrie nachvollzieht, wissenschaftlich untersucht und darstellt. Das Wort „Spielzeugschachtel“ erinnert hierbei an die ursprüngliche Verpackung dieser Spielzeuge.

## Lage
Das Museum befindet sich im Steinacher Schloss (Dr.-Max-Volk-Straße 21), gemeinsam mit dem dort befindlichen Deutschen Schiefermuseum.

## Geschichte
Der Ort Steinach im Landkreis Sonneberg gehörte schon früh zum Einzugsbereich der Sonneberger Holzspielwarenfertigung im östlichen Thüringer Wald und im Thüringer Schiefergebirge. Schon im frühen 16. Jahrhundert veranlassten interessierte Nürnberger Kaufleute in Sonneberg die Fertigung einfacher und robuster Holzspielsachen, welche sie auf ihren Handelsreisen zur Leipziger Messe und in Nürnberg absetzen konnten.
Die im Sonneberger Hinterland überwiegend von Handwerkern und Waldbauern gefertigten Holzwaren und Spielzeuge wurden von Hausierern nach Sonneberg gebracht und in der Stadt zu Sortimenten ergänzt, veredelt und als Handelsware in alle Welt verkauft. In Sonneberg erwarb der Spielzeughandel eine überragende Bedeutung, diese Vorrangstellung sollte abgesichert werden. Um die Konkurrenz durch neue Handelsgesellschaften zu unterbinden, wurde schon 1789 das „Sonneberger Handelsprivileg“ erlassen, es galt bis 1862 und untersagte allen Spielwarenherstellern im Sonneberger Hinterland eigene Handelskontakte aufzubauen. Inzwischen hatten aber auch in anderen Regionen Deutschlands – beispielsweise im Erzgebirge (Seiffen) – weitere Spielwarenproduzenten Fuß gefasst, die nicht an das Sonneberger Monopol gebunden waren.
Die Sonneberger konnten ihre Marktposition behaupten, denn sie konnten die bereits bestehende Arbeitsteilung noch vertiefen. Spezialisierte Handwerker fertigten die Holzrohlinge und in Kinder- und Heimarbeit wurden Zubehörteile und Spanschachteln hergestellt. Diese Spielwaren konnten in hoher Qualität, rasch und in großer Variation nach Musterblättern in Heimarbeit gefertigt werden. Die ältesten Sonneberger Musterbücher wurden 1830 gedruckt. Sie ersetzten bald die von den Händlern zunächst bevorzugten „Spielzeugschachteln“ als Warenprobe.
Eine Steinacher Spezialität war die Herstellung von Holzschiffchen (OGAS-Fabrik Alexander Greiner und Otto Alex Sohn).
Weitere Spielwarenhersteller waren die Familienbetriebe Christoph Berger, E. & L. Eichhorn, Gehler Milon, Christian Herbart KG, Bernhard Kienel, Georg P. Kienel, Otto Koch & Sohn, Theodor Luthardt, Werner Luthardt-Idel, Otto Rothenberger, Arno Sesselmann, Reinhold Sieder, Philipp Träger, Georg C. Vogel, Caspar Zitzmann sowie Emil Zitzmann,
Das Museum Steinacher Spielzeugschachtel wurde 1936 gegründet und bestand zunächst bis zum Jahr 1961. Die Ausstellung wurde dann durch eine Werksschau der DEMUSA Berlin ersetzt, die Messemuster und Außenhandelsware der DDR-Spielwarenbetriebe sammelte.
1975 wurde behördlicherseits ein Antrag auf die Wiedereröffnung der Steinacher Spielzeugschachtel abgelehnt. Eine Neueröffnung gelang erst nach der Wiedervereinigung.

## Sammlungen
Neben den zahlreichen Mustern und Sammlungsstücken der historischen Holzspielzeuge werden auch moderne Spielzeuge präsentiert. Die Herstellungstechnik einiger Steinacher Spielzeuge wurde durch Filmaufnahmen dokumentiert. Eine enge Zusammenarbeit besteht mit den örtlichen Spielwarenherstellern, diese bieten im Wechsel Schauvorführungen als „Lebende Werkstatt im Museum“ aber auch Werksbesuche an.
Die Deutsche Spielzeugstraße verbindet Spielzeugmuseen in Thüringen und Franken und zugleich die Zentren der traditionellen Spielwarenindustrie in Deutschland.